# オレンジ・アンド・アレクサンドリア鉄道
オレンジ・アンド・アレクサンドリア鉄道（Orange and Alexandria Railroad、O&A）はかつて存在したアメリカ合衆国バージニア州内の鉄道事業者である。ワシントンD.C.近郊のアレクサンドリアからバージニア・セントラル鉄道（Virginia Central Railroad）のゴードンスヴィル（Gordonsville, Virginia）に連絡し、さらに同鉄道のシャーロッツヴィルからリンチバーグまで伸びていた。O&Aは南北戦争において重要な役割を果たし、さらに現在のノーフォーク・サザン鉄道の重要な一部となっている。

## 南北戦争前
1848年5月28日、バージニア議会（Virginia General Assembly）はオレンジ・アンド・アレクサンドリア鉄道に対し、アレクサンドリアからゴードンスヴィルまでの鉄道建設許可を与えた。工事は1850年に開始され、1854年に完成した。オレンジ郡において、O&Aはバージニア・セントラル鉄道に連結した。
同じ1854年、O&Aはバージニア議会よりシャーロッツヴィルからリンチバーグまでの路線延長許可を得、工事は1860年に完成した。ゴードンスヴィルからシャーロッツヴィルまでバージニア・セントラル鉄道の路線を経由しての直通運転が行われた。リンチバーグでは、バージニア・アンド・テネシー鉄道（Virginia and Tennessee Railroad）およびサウスサイド鉄道と直結した。この2本の鉄道と、マナサス・ジャンクション（現在のマナサス）でシェナンドー渓谷に向かうマナサスギャップ鉄道と連絡したことで、O&Aは大きな利益を得た。
鉄道はバージニア州の経済に大いに貢献した。農家は互いに連結した鉄道網を使用して、産品を以前より安く出荷できた。アレクサンドリアは盛況な港湾・工業都市となった。ワシントンからリンチバーグまでの旅は、鉄道完成以前には3日間要していたが、これが旅客
列車では8時間に短縮された。

## 南北戦争
O&Aの戦略的重要性のため、南北戦争（1861年-1865年）ではバージニアの鉄道をめぐる多くの戦いがQ&Aで発生した。バージニア・セントラル鉄道と直結しているため、Q&AはワシントンD.Cとアメリカ連合国の首都リッチモンドをつなぐ唯一の鉄道であった。この重要性のため、北軍はマナサス・ジャンクションの支配を試み、1861年7月に第一次ブルランの戦い（別名第一次マナサスの戦い）が発生した。その後も、この分岐点をめぐっての多くの戦いが発生した。南軍は第一次ブルランの戦いに勝利し、マナサス・ジャンクションを確保していたが、1862年3月、半島方面作戦へ対応するためマナサス・ジャンクションから一旦撤退した。しかし、同年8月25日から27日にかけて、南軍ストーンウォール・ジャクソン少将が、マナサス・ジャンクションの北軍倉庫襲撃を含む、マナサス駅作戦を実施した。これに反応した北軍は大軍をジャクソンに向け、8月28日から8月30日にかけて第二次ブルランの戦いが発生した。戦いは南軍の勝利に終わり、北軍は9月初めにはワシントンまで撤退した。1863年にはO&Aの路線近くで、ブランディ・ステーションの戦いと第二次ラッパハノック駅の戦いが発生している。

## 再建
戦争終了後の鉄道の状態は悲惨なものであった。路線は引き裂かれ、車両のほとんどが破壊されていた。戦後のレコンストラクション過程において、1867年にO&Aはマナサスギャップ鉄道と合併し、オレンジ・アレクサンドリア・アンド・マナサス鉄道となった。続いて1873年には、バージニア・ミッドランド鉄道に統合され、ボルチモア・アンド・オハイオ鉄道の管理下におかれた。さらにリッチモンド・アンド・ダンヴィル鉄道（Richmond and Danville Railroad）の一部となり、1894年にはサザン鉄道の重要な一部となった。
オレンジ（Orange）とシャーロッツヴィルを結ぶ短絡線がシャーロッツヴィル・アンド・ラピダン鉄道（Charlottesville and Rapidan Railroad）として1876年に完成した。その後1914年にサザン鉄道に売却された。

## 現代
1982年、サザン鉄道はノーフォーク・アンド・ウェスタン鉄道と合併し、ノーフォーク・サザン鉄道が誕生した。従来のO&Aの路線はアムトラックも使用しており、通勤列車を運行するバージニア急行鉄道も、かつてのO&A路線の一部を使用している。

## 参考資料
- Fairfax Station Railroad Museum
- The Orange & Alexandria Railroad
- Virginia Railroad Cities